# Perasia diffluens
Perasia diffluens är en fjärilsart som beskrevs av Druce. Perasia diffluens ingår i släktet Perasia och familjen nattflyn. Inga underarter finns listade i Catalogue of Life.